# Favi
A FAVI egy bútorokkal és dekorációkkal foglalkozó internetes keresőmotor. Elsősorban a bútorok, háztartási kiegészítők, dekorációk, konyhai, fürdőszobai berendezések, szaniterek és kertibútorok szegmenseit fedi le. Magyarországon kívül Csehországban, Szlovákiában, Lengyelországban, Romániában és Horvátországban működik. A Favi online s.r.o. cég tulajdonosai Jan Zajíc, Radomír Hejl és a Pale Fire Capital SE befektetési csoport.

## Története
A FAVI-t 2015-ben start-upként Jan Zajíc és Radomír Hejl alapították. Az ötlet akkor merült fel, amikor mindkét alapító berendezni próbálta saját házát. A cseh piacon nem volt olyan portál, ahol inspirálódhattak volna, és ugyanakkor bútorokat és dekorációkat vásárolhattak volna az interneten. 2016-ban a FAVI-ba a NetBrokers Holding csoport fektetett be, amelynek portfóliójában többek között az ePojisteni.cz cseh biztosítási ár-összehasonlító található. A NetBrokers Holding részesedését 2017 augusztusában a Pale Fire Capital SE befektetési csoport vette át. A FAVI jelenleg összesen hat európai uniós országában működik: 2016 óta Szlovákiában, 2017 óta Lengyelországban, 2018 óta Romániában és Magyarországon, 2020-ban pedig Horvátországban lépett be a helyi piacra. Jelenleg a portált napi több tízezer felhasználó használja ezen piacokon. A portál olyan lakberendezési piacterek szegmensébe tartozik, mint például az amerikai Houzz.

## Fordítás
- Ez a szócikk részben vagy egészben  a   Favi című cseh Wikipédia-szócikk ezen változatának fordításán alapul.  Az eredeti cikk szerkesztőit annak laptörténete sorolja fel. Ez a jelzés csupán a megfogalmazás eredetét és a szerzői jogokat jelzi, nem szolgál a cikkben szereplő információk forrásmegjelöléseként.